# Crikvenička narodna nošnja
Crikvenička narodna nošnja srodna je svim sredozemnim nošnjama. Svečane narodne ženske i muške nošnje na prostoru grada Crikvenice, bile su ovdje u uporabi do kraja 19. stoljeća. Tada se počinje gubiti, a uporabno se zadržala (naročito ženska), samo u svečanim prigodama, do kraja Drugog svjetskog rata.

## Povijest
Način odijevanja ljudi u nekom kraju određuju klimatske prilike, gospodarska moć stanovništva, doticaji s drugim kulturama, poznavanje određenih tehnologija i drugi čimbenici.
Stanovništvo Crikvenice bavilo se poljoprivredom, obrtom, zidarstvom, ribarstvom i pčelarstvom. Kulturno je bilo vezano s područjem Hrvatskog primorja, odakle su s mora dolazili sredozemni utjecaji, a manjim dijelom s dinarskim zaleđem, odakle su se također širili utjecaji. Crikvenička nošnja srodna je svim sredozemnim nošnjama, što se vidi po bijeloj košulji i crnoj suknji s našivenim prslučićem.
Gospodarske promjene događaju se koncem 19. stoljeća, kada se počinje razvijati promet, trgovina i turizam, koji postupno postaje nadmoćna gospodarska aktivnost. Turizam povezuje Crikvenicu s drugim krajevima, približava je srednjoeuropskoj kulturi, što se jako odražava i u načinu odijevanja. Poseban utjecaj ima osnivanje škola za obrazovanje djevojčica. Veliki dio muškog stanovništva se iseljava u potrazi za poslom. Zato se prvo gubi muška nošnja, koja je do konca devetnaestog stoljeća potpuno nestala iz dnevne uporabe.
Rabila se samo košulja stomanja.
Ženska tradicijska odjeća održala se puno duže. Starije žene često su pokapali u svečanim nošnjama, u kojima su se vjenčale, te je i to utjecalo na gubitak nošnje. I nakon nestanka iz dnevne uporabe, žene su u privatnim i javnim svečanim zgodama – proslavama, ženidbama i slično – oblačile nošnju čak do iza Drugog svjetskog rata.
Pretežiti dio materijalnih dokaza – dijelova nošnji, kao i sjećanja starijih ljudi prema kojima je stvoren opis crikveničke nošnje odnosi se na sam kraj
devetnaestog i početak dvadesetog stoljeća – od najstarijeg prikaza Nikole Arsenovića, do starih fotografija iz tog razdoblja. Istraživanje crikveničke nošnje obuhvaća zemljopisni prostor od naselja Kotor do mora, od naselja Selce do Svete Jelene.
Sjećanja stanovništva sežu do nešto prije Prvog svjetskog rata, a od tada se javljaju i pisani opisi tradicijskog odijevanja.
Od šezdesetih godina dvadesetoga stoljeća bilo je više pokušaja da se nošnja obnovi.

## Stari prikazi nošnje

### Mapa Nikole Arsenovića (između 1855. i 1869. godine)
Jedan od najstarijih do sada poznatih prikaza crikveničke nošnje je crtež Nikole Arsenovića, izučenog krojača iz Retfale, danas dijela Osijeka, koji je u Vukovaru imao veliku krojačku radionicu i bio vrsni majstor. Izrađivao je seljačku odjeću, odijela za časnike, svećenike i bogatije ljude. (Braica, 2003.)
Nikola Arsenović je želio likovno prikazati nošnje svih južnoslavenskih zemalja. Proputovao je Sloveniju, sjevernu Hrvatsku, Hrvatsko primorje, Dalmaciju, Istru, Srijem, Crnu Goru i Hercegovinu. Izdržavao se slikanjem, krojenjem i šivanjem, a svoju obitelj i posao u krojačkoj radionici je sasvim zapustio. (Zega, 1923.)
Nikola Arsenović slikao je akvarele. Nije bio spretan u prikazivanju lica i ruku i nije dobro poznavao perspektivu. Ponegdje je koristio usluge boljih akvarelista.
Iako nevješti u nekim detaljima, često su nam njegovi prikazi nošnji naših krajeva dragocjeni izvor. Pokušao je u Zagrebu osnovati i zanatsko-umjetničku školu, ali mu to nije uspjelo.
U prikazima je nastojao zabilježiti starije slojeve nošnje, pa se može pretpostaviti da akvareli prikazuju nošnje s početka 19. stoljeća. Mapa je nastajala do 1868. ili 1869. godine, kada ju je počeo nuditi raznim ustanovama za izdavanje, ali bez uspjeha. Naposljetku, mapu otkupljuje srpska Vlada i poklanja današnjem Etnografskom muzeju u Beogradu. Kopija dijela mape, rad slikarice Milice Matlas, likovno na višoj razini od izvornika, nalazi se u Etnografskom muzeju u Splitu (Braica, 2000.).
Mapa Nikole Arsenovića često je spominjana u etnološkim krugovima, ali je do izdavanja djela Silvija Braice Mapa hrvatskih narodnih nošnji Nikole
Arsenovića bila prilično nepoznata i teško dostupna.
Muškarac iz Crikvenice, prikazan u Mapi Nikole Arsenovića ima na glavi plitak crni šešir, ukrašen trakom oko šešira, s ravnim, podjednako širokim obodom.
Nosi bijelu košulju s klasičnim, presavinutim ovratnikom i maramom vezanom ispod vrata. Na oba kraja marame vidljive su rese. Povrh košulje nosi prsluk i crni kaput uskih rukava s uskim presavinutim reverom i ovratnikom. Na kaputiću su vidljivi kružni ukrasi postavljeni okomito na njega. Muškarac iz Crikvenice ima vezan crveni pojas, čiji jedan kraj visi na lijevoj strani. Na kraju ima rese. Hlače su od tamnoplavog materijala. Postoji usmena predaja da su šivane po uzoru na francuske uniforme, od tamnoplavog materijala zaostalog iz vremena francuske okupacije. Hlače imaju relativno uske nogavice. Na nogama nosi crne cipele.
Crikveničanka iz Mape Nikole Arsenovića ima na glavi dugačko bijelo pokrivalo, lagano vezano ispod brade, sa spuštenim krajevima na prsa i leđa. Prema krajevima je ukrašeno utkanim dvostrukim i jednostrukim crvenim crtama.
Na ušima nosi viseće naušnice, crveni prsni nakit u nekoliko niski preko bijele košulje.
Na gornjem dijelu tijela Crikveničanka nosi smeđi kaputić zaobljenih donjih rubova, jako sužen u struku. Bogato nabrana suknja ima na donjem kraju dva
vodoravna pregiba. Na dnu ima crvenu vrpcu, a podsuknje vire ispod donjeg ruba suknje. Na nogama nosi bijele čarape i crnu jednostavnu obuću na naticanje.

## Narodna i građanska ženska nošnja

### Nazivi dijelova nošnje
U Crikvenici se često javljaju različiti nazivi za iste dijelove nošnje. Nešto je zaboravljeno, a nešto je miješanjem stanovništva došlo iz susjednih mjesta. 
Podsuknja se najčešće naziva fris, a često se koristi i noviji naziv berhan, kako neki kazivači nazivaju i cijelu suknju sarzu, spojenu s prslukom kasom.
Pojam fris se u Vinodolskoj dolini javlja za cijelu suknju s prslukom – sarzu s kasom. U Novom Vinodolskom naziv berhan koristi se za bijelu suknju s prslukom – sarzu s kasom.
Dijelovi crikveničke ženske nošnje su:
- košulja sa širokim nabranim rukavima stomanja nabranica
- široka nabrana suknja - sarza
- prsluk s poramenicama - kas ili bušt
- platnena podsuknja - fris
- tkani pojas - kanica
- dugo usko pokrivalo za glavu - rub
- kratki kaputić uskih rukava - župica
- bijele pamučne čarape - hlače
- obuća sa zapetkom - papuče
- natikače bez zapetka - natikače
- cipele - postoli
- nakit – naušnice - rećini (morčići i bati), ogrlica od koralja - korali

Dijelovi građanske nošnje su:
- gaće s prorezom - gaće na kotoratu, gaće va keh je strel pukla
- grudnjak - bušt
- tanki kaputić - šurka
- zamjena za košulju - slipica

### Ženska košulja - stomanja nabranica
Ženska košulja - stomanja nabranica izrađivala se prvotno od platna tkanog na tkalačkom stanu krosni, širine 50 do 60 cm, a kasnije, kada je stanovništvo bilo nešto bogatije, od kupljenog finog bijelog platna ujednačene strukture.
Za njenu izradu koristile su se tri vrste konca: za šivanje, za nabiranje i za vezenje. Konci su se razlikovali po debljini. U starijim vremenima košulja je bila u jednom dijelu do ispod koljena. Sačuvano je nekoliko starih stomanja koje sežu do struka.
Kroj stomanje nabranice veoma je jednostavan. Sastoji se od kvadrata, koji se spajaju prema priloženom kroju. Košulja se sastoji od prednjeg i stražnjeg dijela iste veličine, samo je prednji dio prorezan po sredini. Tijelo stomanje sastoji se od tri pačetvorine. Leđa su široka 55 cm, a dvije prednjice po 28 cm. 
Dužina košulje stomanje nabranice je, od ramena do pojasa osobe, oko 43 cm.
Ramena košulje, označena u kroju brojem 3, široka su 30 cm, a dugačka 18 cm od vrha ramena do vrata. Na donjem dijelu, na spoju ramena i rukava, platno
se u visini od 1,5 cm ukrašava ažurom, ukrasom izrađenim izvlačenjem niti sa šupljinama opšivenim koncem. Iznad ažura u visini 5 cm izvezu se tanjim
koncem razni motivi kao cvjetni vjenčići ili starinski puni vez s rupicama – loh štikeraj.
Na jednoj stranici duljine 30 centimetara napravi se ažur - iz platna se izvuku uzdužne niti, a poprečne se niti vezu u pravilne geometrijske oblike.
Na rukavu (broj 4), širokom 86 centimetara, duljine oko 55 centimetara – prema dužini ruke, rade se nabori i širina materijala se s tri niti pamučnog konca broj 10, koji su po visini razmaknuti jedan od drugoga 3 milimetra, stišće s 86 na 30 centimetara. To su jednostavni i plitki nabori, a izgledaju kao mijeh na harmonici. Rukav se sašije na ramena (broj 3), i to na mjestu gdje je izrađen ažur. Nakon toga se ramena spajaju s prednjicom i s leđima.
Kod spajanja ovih dvaju dijelova vidi se vještina žene koja izrađuje košulju, jer ovaj spoj nosi svu težinu širokog rukava. Rukav se na zapešću također nabire i to 5 cm od ruba, prošivanjem dva do tri konca. Nabrani rub se opšije kosom trakom od platna. Na jednom kraju prišiva se putac, a na drugom se od konca izradi petljica za hvatanje puca, šakulica.
Mala pačetvorina (broj 2) naziva se latica i ušiva se ispod rukava, tako da se jednim rubom spoji s prednjim dijelom rukava, drugim rubom s prednjicom
košulje, trećim sa stražnjim dijelom rukava, a četvrtim s leđnim dijelom.
Latica širi stomanju i omogućuje oblačenje i podizanje ruku.
Dok je na susjednom otoku Krku latica veličine oko 14 cm, na crikveničkoj nošnji ona je znatno veća, oko 23 do 25 cm.
Oblikovanje ovratnika je najzahtjevniji dio košulje. Spajanjem prednjica i leđa dobije se širina oko vrata od 170 centimetara. Platno se nabire s devet niti jakog pamučnog konca, kao na rukavu, prema predlošku 1 (sitniji uzorak) ili predlošku 2 (krupniji uzorak). Kod nabiranja iglom se ubada vodoravno po jednoj liniji, dok se okomito preskače po četiri niti. Širina vratnog ukrasnog dijela iznosi 1 centimetar. Na završetku se ušivam koso krojena traka od platna.
Na lijevoj strani ušiva se putac, a na desnoj se od konca izrađuje petljica za putac, šakulica. Duljina izrađenog ovratnika je oko 18 cm. U kasnijim fazama razvoja, u prvoj polovici devetnaestog stoljeća, dodaje se kupovna ili čipka vlastite izrade.
Prsni izrez ženske košulje, koji seže sve do struka, opšiva se platnenom vrpcom i ukrašava prozračnom kukičanom čipkom širine 8 centimetara merlićima.
Čipka je izrađena na volane, a može se nabrati i kupovna čipka. Ista vrsta čipke našiva se na zapešću rukava.

### Haljina - sarza s kasom
Preko košulje stomanje nabranice nosi se gornja vunena haljina crne boje, sarza s kasom. Sastoji se od dva dijela – gornjeg dijela, prsluka s uskim naramenicama spojenog u struku sa suknjom.
Suknja se najčešće naziva sarza, i nekada je izrađivana od crnog teškog platna sarze ili carze, po čijem je nazivu suknja dobila ime. Krojem je slična podsuknji i nešto kraća od nje. Suknja je bila krojena od dva uska i dugačka komada platna, širine 50 do 60 cm, spojenih šavom iznad kojega je cijelom dužinom izrađen pregib sajmrla (prema njemačkom säumen – porubiti, opšivati), od dva do pet centimetara široka. Jedan pregib pokrivao je spoj dvaju komada platna od kojih je sarza bila sašivena, a drugi je služio za podešavanje dužine suknje, koja je trebala biti nekoliko centimetara kraća od podsuknje. Sarza je bila glačana na okomite nabore, falde na kantun, što se kasnije izgubilo.
U dvadesetom stoljeću javljaju se i sarze bez nabora, s našivenim poprečnim crnim trakama, koje oponašaju sajmrle. Te sarze su od boljih, industrijski tkanih kupovnih materijala, koji se zovu svilnica. Tako se i sarze od finijih kupovnih materijala i od svile zovu sarze svilnice.
Sarza je imala okomiti raspor od tridesetak centimetara na sredini prednjeg dijela, dok je taj raspor prvotno bio na boku.
Donji je rub sarze rijetko bio obrubljen ukrasnom trakom, kao i prsluk. Sarza je u struku pravilno nabrana s dubinom nabora od pola centimetra. Nabori su se izrađivali čvrstim koncem (dretva).
U starim zapisima pronađen je naziv tibet, za materijal za suknju. Komad tkanine izrađene od mješavine svile i vune pronađen je kod jedne Crikveničanke.
Gornji dio, kas ili bušt, kratki je prsluk, sašiven nešto iznad pojasa za suknju i podržava prsa. Pronašli smo kas iz osamdesetih godina devetnaestog stoljeća i po njemu je napravljen kroj u prilogu. Kas je krojen, rubovi nisu rezani po niti. Najčešće je po rubovima bio ukrašen crvenom ili crnom trakom. U zapisima iz prve polovice dvadesetog stoljeća spominju se modra i zelena boja trakica. Kas ima i podstavu, prvotno od grubljeg materijala, sličnog juti za izradu vreća, a kasnije od finijih kupovnih tkanina. Usporedbom s okolnim područjima, Vinodolom i Selcem, može se ustvrditi da je kas ranije na leđima bio sastavljen od tri dijela spojena trakama provučenima kroz rupice na rubovima, poput korzeta. Tako se kas po potrebi, kada bi žena ojačala, mogao proširiti popuštanjem vrpci. Time nije mijenjan izgled odjeće. Ove vezice ujedno su i ukrašavale nošnju, jer su bile od ukrasnih vrpci crvene boje.
Krajevi vrpci su slobodno visili niz sarzu u duljini od tridesetak centimetara. 
Prema istraživanju dr. Radmile Matejčić, razvoj ovog načina spajanja leđnih dijelova napredovao je, pa su rupice zamijenjene kupljenim ukrasnim metalnim kvačicama. Konačna inačica, raširena u našem okruženju, su žabice – poseban način oblikovanja i nabiranja široke ukrasne vrpce, kojima se oponašalo prijašnje vezanje i spajalo sve dijelove kasa. U tom slučaju nije se više moglo podešavati širinu nošnje. Znak je to i boljih gospodarskih prilika, kada se moglo šilici platiti šivanje novog dijela nošnje. Žabice su prišivane uzduž šavova na leđima. Stariji se ljudi sjećaju da su se žabice ponekad protezale preko naramenica sve do prsa. Krajevi na leđima su ostajali slobodni, samo su bili nešto dulji – pedesetak centimetara i završavali su stiliziranim cvijetom oblikovanim od iste vrpce.
Kas se na prsima kopča metalnim kupovnim kopčicama prišivenima s unutrašnje strane, a prve kopče ostavljale su se nezakopčane. Zanimljivo je istaći
da je kroj kasa bio takav da je pritiskao grudi, a nije ih isticao kao simbol ženstvenosti.

### Podsuknja - fris
Podsuknje frisi vjerojatno su ranije bili u jednom komadu s košuljom, a početkom dvadesetog stoljeća se razdvajaju u dva dijela. Izrađeni su od domaćeg bijelog tkanog lanenog platna, a kasnije od kupovnog bijelog platna. Prijelaz od struka do donjeg ruba postiže se šivanjem na katove ili šivanjem na kunji.
Fris je morao sezati do polovice lista, a krojen je od dva komada platna, spojena po dužini, s jednim uzdužnim ušivkom, naborom ili sajmrlom, koja je služila za podešavanje duljine podsuknje.
Pri donjem rubu podsuknje bili su utkani ukrasi od konaca ili je čak izveden vez raspletanjem. Početkom dvadesetog stoljeća, prema mogućnostima
domaćinstava, izrađivana je ili kupovana čipka, kojom se ukrašavao donji rub podsuknje. On se vidio ispod suknje, dok je ukras od utkanih ili vezenih niti bio dvadesetak centimetara iznad ruba podsuknje i bio je vidljiv samo kod okreta u plesu.
Pri donjem rubu podsuknje bili su utkani ukrasi od konaca ili je čak izveden vez raspletanjem. Početkom dvadesetog stoljeća, prema mogućnostima
domaćinstava, izrađivana je ili kupovana čipka, kojom se ukrašavao donji rub podsuknje. On se vidio ispod suknje, dok je ukras od utkanih ili vezenih niti bio dvadesetak centimetara iznad ruba podsuknje i bio je vidljiv samo kod okreta u plesu.

### Pojas - kanica
Šivani spoj prslučića kasa i suknje sarze pokriva se vunenim tkanim pojasom, kanicom, širine oko četiri centimetra. Sačuvana je samo jedna crvene boje, s utkanim žutim ukrasom u sredini. Vjerojatno je bilo kanica i dugih boja (žute, zelene), ovisno od ukusa tkalja koje su ih izrađivale. Kanica se opasivala oko struka, a krajevi su slobodno visili na lijevoj strani.

### Pokrivalo za glavu - rub
Najstarija varijanta pokrivala za glavu je rub – široka traka od bijelog platna duljine oko dva metra, a širine četrdesetak centimetara. Krajevi ruba su raspleteni u rese duljine 7 centimetara. Desetak centimetara od kraja poprečno su u osnovno tkanje utkane niti druge boje, u obliku geometrijskih šara, trake ili ažura izrađenog od izvučenih i prepletenih niti. Iznad ovih ukrasa javlja se isti takav ukras, ali izveden samo do trećine širine ruba.
Način slaganja ruba na glavu vidljiv je na fotografiji broj 4 crikveničke nošnje.
Nažalost, nema podataka o načinu slaganja ruba na glavu.
Prema istraživanjima dr. Radmile Matejčić, rub je pokrivalo udatih žena, dok su djevojke bile otkrivene glave, kako je to uobičajeno na širem sredozemnom području. Postoji jedan podatak da su djevojke nosile crvenkapu posebne izvedbe. Gornja ploha nije bila ravna, nego u obliku vrlo niskog stošca. Budući da je takva kapa potvrđena kod ilirskog plemena Japoda, koji su živjeli i do Vinodola, ovakav podatak nije nemoguć. Nedavno su u ovom obliku obnovljene ličke crvenkape u Gackoj i Otočcu.
U vrijeme kada se u odijevanju pojavljuje kaputić šurka, rub se postupno gubi iz uporabe i zamjenjuje običnom kupovnom kvadratnom maramom, koja
se nosi preklopljena u trokut i vezana pod bradom.

### Uređenje kose
Crikveničanke su uređivale kosu na više načina.
Najčešće je kosa razdijeljena na dva dijela po sredini glave i upletena u dvije pletenice. U njih se upliće i crvena tekstilna traka. Pletenice se obavijaju oko glave i na vrhu glave vežu upletenim vrpcama.
Drugi način je poznat pod nazivom na pinćok. Kosa se uplete u jednu pletenicu i omota na vrh glave i pričvrsti gabrljama (većim ukosnicama).
Uređenje kose na baškot izvodi se tako da se kosa provuče između dviju žica čijim se okretanjem („rolanjem“) kosa umata i potom se se krajevi žice spoje.
Tako se dobije izgled baškota (geometrijski oblik torusa) promjera 15 cm.
Uređenje kose na barčicu. Dvije pletenice na potiljku se slažu zavojito jedna do druge na zatiljku tako da čine plohu (barčicu).

### Čarape i obuća
Crikveničani su čarape zvali hlače, kalcete prema talijanskom nazivu za čarape, ili holjevi, prema njemačkom höhe (visoko) a bile su izrađivane od bijelog pamuka, bumbaka. Dosezale su do ispod koljena i tu bi se vezale ukrasnim crvenim vrpcama. Plele su se kod kuće, različitim vrstama boda – glatkim, naizmjence pravo-krivo, dva pravo, dva krivo, ili različitim rupičastim uzorcima muštrama.
U starije doba, na nogama su se nosile papuče izrađene kod kuće, kakve je zabilježio Nikola Arsenović. Postojale su natikače bez zapetka i papuče. Na nogu se oblačila vunena čarapa, na koju se dodao potplat i platneni gornji dio. Na vunenu pletenu čarapu, do visine gležnja našivala se čvršća tkanina.
Po platnenom gornjem rubu se našivala uska ukrasna traka crvene boje. Vez s biljnim ornamentima se izrađivao odvojeno, a potom bi ga se našilo na prednji dio papuče. Potplat se izrađivao od tvrđe kože. Papuče su se zadržale u upotrebi do poslije Drugog svjetskog rata, najčešće kao dječja obuća, a nosile su ih i stare žene.
Pojavom postolara, tradicijska obuća zamjenjuje se kožnim cipelama postolima.
Prema istraživanjima dr. sc. Radmile Matejčić (koju su svi njeni suradnici zvali teta Rada), od tradicijske obuće zadržao se crveni, sada kožni rub cipele i crveni paspul, tj. isti takav uski crveni kožni rub oko cijele cipele na spoju s potplatom. Na prednjem se dijelu našivao kožni ukras, najčešće u obliku crvenog cvijeta. Cipela oblikom sliči na papuču, samo joj je dodana široka peta visine dva do tri centimetra.

### Nakit
Karakterističan nakit Crikveničanki su morčići na ušima – naušnice u obliku glave crnca s turbanom, koje su se kupovale u riječkim zlatarnicama. Osim morčića, žene su nosile i naušnice na bati – poznate duž cijele jadranske obale. Na gornjoj polovici kruga ove naušnice imaju žicu za provlačenje kroz ušnu resicu, a na donjoj polukružni valjčić od puhanoga zlata, koji s donje strane ima karičicu, na kojoj visi batić u obliku stošca i kuglica nešto veća od stošca. Jednostavnije rećini imaju jedan bat, a bogatije tri.
Žene su nosile ogrlicu od crvenih koralja. Bogatije Crikveničanke su nosile dugačke zlatne ogrlice koje bi se tri puta omotale oko vrata (luštrin).
Na prsa se u kas zaticalo cvijeće, najčešće bosiljak, mažurana i ružmarin.

### Donje rublje - gaće i grudnjaci
Donje rublje u današnjem smislu javlja se s europskim utjecajima, koncem devetnaestog stoljeća i nije dio tradicijskog ruha.
Prvo se javljaju gaće na kotoratu1 ili gaće va ke j strel pukla - gaće u koje je pukao grom. To su gaće s rasporom koji ide od ispod pupka otraga sve do leđa, a vežu se vezicama plečićem oko struka. Svrha raspora je praktične prirode.
Kod obavljanja svakodnevnih poslova, gaće su štitile tijelo. Imale su nešto duže nogavice, na donjem rubu ukrašene vezom, te našivenom kukičanom ili industrijskom kupovnom čipkom. Kod vršenja nužde su se raširile noge, bez skidanja gaća, a rastvorio bi se raspor. Na petaku se sačuvao naziv gaće na purlit.
Čarape su se nosile do ispod gaća, tako da se nije vidjelo koljeno, jer bi to za ženu bila velika sramota.
Za blagdane su žene nosile grudnjake – bušte. Ovaj dio nošnje nije dio starog tradicijskog ruha. U uporabu ulazi koncem devetnaestog stoljeća, pod utjecajem europske mode.

### Kaputić - šurka i lažna košulja - slipica
Početkom dvadesetog stoljeća, pod utjecajem građanskog načina odijevanja, kas postupno nestaje iz dnevne uporabe što bitno utječe na cjelokupno odijevanje.
Ostaje samo suknja od kupovnog materijala, na kojoj nije bilo potrebno izrađivati sajmrle, nego se prišivaju ukrasne trake. Prslučić kas zamijenjen
je tankim kaputićem - bluzicom šurkom, tipičnim europskim odjevnim predmetom toga vremena. Šurka je uski strukirani gornji dio kostima, s uskim rukavima,
koji se šire prema ramenima, gdje su nabrani. Izrađuje se od kvalitetnijih tkanina crne boje. Moguće su i druge boje, ali uvijek tamne. Iznad prsa ima okomite pregibe sajmrlice, a ispod prsa izrađen je veći broj ušitaka, kojima se šurka sužava do struka, a potom ponovno širi prema donjem rubu.
Šurka se kopčala svijetlim perlmuterima, industrijski izrađenima pucetima od školjaka, a nosila se potpuno zakopčana. Dijelom zamjenjuje košulju, od koje ostaje samo prednji dio s ušivenom čipkom ispod vrata i dio leđa. Slipica se sastoji samo od prednjeg dijela s čipkom i leđa, bez rukava, natakne se preko glave i zamjenjuje košulju na dijelovima tijela gdje se vidi ispod šurke.

### Zimska odjeća
U zimi se preko opisane nošnje, a prije pojave šurke oblačio kratki kaputić do pojasa – župica, kakva se nosila i na otoku Krku. Župica je bila krojena po nitima od pravokutnih dijelova. Izrađivala se od jačeg platna, jer se nosila kao zaštita od hladnoće.
Nakon pojave šurke, kao zaštita od hladnoće javlja se i crna kvadratna marama šijalić, veličine otprilike 150 x 150 centimatara, a nosila se presavijena u trokut. Njome su se žene zagrtale preko ramena.
Kao posebna zaštita od hladnoće i bure, zimi se oblačila kotiga, duža podsuknja od janjećih kožica s krznom, koje se nosilo okrenuto prema tijelu, kako bi bolje grijalo. Kotiga se sastojala od dva dijela – suknje i prsluka. Jedan od crikveničkih majstora kotižara bio je Matejčić Kotižar, koji je živio i radio na Petaku (djed Tee Matejčić Jerić). On je na petačkoj obali, koja obiluje izvorima slatke vode, vrutkima, štavio, ispirao i sušio kože, od kojih je šivao kotige.
Cijela obitelj je dobila nadimak Kotižari.

## Muška nošnja

### Nazivi dijelova nošnje
Dijelovi muške crikveničke nošnje su:
- košulja - stomanja
- hlače - brageše
- prsluk - jelek
- pojas - pas
- kaput - kaban
- donje rublje – gaće i majica purlit
- šešir - klobuk
- nakit - morčići
- cipele - postoli i škarpuni

### Muška stomanja nabranica
Muška košulja stomanja izrađivala se od kupljenog industrijski tkanog finog bijelog platna ujednačene strukture. Za njenu izradu koristile su se tri vrste konca: za šivanje, za nabiranje i za vezenje, kao i kod ženske košulje.
Krojem i izradom je slična ženskoj, bez ukrasnog veza na rukavima. Ukras nabiranjem konaca na ovratniku izvodi se kao i na ženskoj nošnji, ali provlačenjem i stiskanjem dvadest i sedam konaca. Da bi se izradio lijepi i pravilni ukras, preskaču se četiri okomite niti i igla se provlači kroz petu. Na kraju se dobije karakterističan romboidni uzorak, širok dva i pol centimetra. Od svih dijelova muške nošnje, košulja se najduže se zadržala u uporabi.

### Muške hlače - brageše
Hlače brageše izrađuju se od tamnoplavog ili crnog platna. Kroj je sličan kroju hlača austrougarske mornarice, s preklopom oko struka. Prema istraživanjima dr. sc. Radmile Matejčić hlače su se nabavljale iz vojnih viškova ili rashoda. I naziv boje, teget, dolazi od karakteristične tamnoplave boje uniforme austrougarske mornarice. U svemu ostalom praktično su to današnje standardne hlače.

### Muški prsluk - jelek
I najstariji podaci govore o krojenom muškom prsluku. Kroj je uzak, svi rubovi su se opšivali uskim crnim rips trakama, širokim jedan do dva centimetra. 
Takav ukras sličan je ukrasu ženskoga kasa. Prsluk je imao džepiće za uru i sitnice. Kopčao se brojnim crnim pucima.

### Muški pojas - pas
Muški pojas pas je služio za prekrivanje spoja hlača i košulje i zaštitu križa.
Izrađivan je od crvene trake dužine preko dva metra i širine pednja, (dvadeset do trideset centimetara). Omatao se oko tijela. Počinje se omatati s lijeve strane, tako da se niz lijevu nogu spusti deset do petnaest centimetara, a potom se omata oko struka. Kraj se zaticao za namotani dio.
Isprva se vjerojatno izrađivao od crvene čoje, a kasnije je rađen od kupovnih materijala.

### Muški kaput i kaban
Kaput je sezao do struka, izrađen od jačeg platna standardnog ravnog kroja, s ukrasnim pucima koje su vjerojatno nabavljali mornari.
Muški kaput kaban zaštitna je zimska odjeća. Oblačio se preko prsluka. Šivao se od valjane (stupane) vunene tkanine, od ravnih komada širokih oko 30 centimetara, spajanih uzdužno. Imao je ravno krojene rukave i kapuljaču kapuču ili kapucin. Kaban je bio širok, a duljina je bila do ispod listova. Nosio se preklopljen i vezan. Naziv kaban zadržao se do danas za zaštitne ribarske ogrtače.

### Muško donje rublje
Isprva nije postojalo donje rublje. Vjerojatno se počelo nositi prodorom građanske odjeće početkom dvadesetog stoljeća. Donje rublje u jednom komadu, spojenih majice i gaća od pamučnog pletenca, zvalo se purlit (purlit - od latinskog purgare – čišćenje crijeva). Kopčalo se pucima na prsima, od vrata do početka nogavica.

### Šešir - klobuk
Šešir klobuk je širokog ruba, što se susreće i u drugim gradskim sredinama na Jadranu. Prvotno je bio plitak, a od početka dvadesetog stoljeća muškarci
nose standardno visok šešir sa širokim obodom.
Ribari su koristili crnu vunenu kapu, poput današnje maskirne vojne kape, a ako bi htjeli pušiti, kapu bi nekoliko puta presavili. Nosila se i klasična građanska kapa sa štirmićem, šiltom.

### Nakit - morčić i kadina
Muškarci su nosili jednog morčića u uhu. U malom džepiću na prsluku nosila se ura, pričvršćena lancem kadinom za prsluk.

### Muška obuća - postoli i škarpuni
Muškarci su nosili bijele pamučne čarape.
Muška obuća slična je ženskoj. Isprva su to bile papuče, a kasnije se javljaju kožne cipele postoli, oblikom vrlo slične papučama. Muške cipele nemaju ukrase crvene boje.
Škarpuni su visoke kožnate muške cipele, koje su bogatiji premazivali lanenim uljem, da ne puštaju vodu. Siromašniji su ih premazivali ostatcima slanine. U škarpune su obuvali dva do tri para vunenih čarapa.

## Istraživanja nošnji
Prva istraživanja tradicijskog odijevanja Crikveničana, prema dostupnim podatcima, sežu u vrijeme između dva svjetska rata. Najstariji sačuvani zapis govor je upraviteljice osnovne škole u Crikvenici Zore Lešner Zastavniković od 29. lipnja 1940. godine. Zora Zastavniković daje detaljan opis nošnje, koja se ne razlikuje od one u Grižanima i potiče stanovnike Crikvenice na čuvanje tradicije.

### Od šezdesetih godina do konca dvadesetog stoljeća
U prošlosti je bilo više pojedinačnih pokušaja obnove crikveničke nošnje, napose ženske, prema pojedinim sačuvanim izvornim dijelovima, jer nijedna
nošnja, ni muška niti ženska, nije sačuvana u cijelosti. Šezdesetih godina dvadesetog stoljeća izrađene su nošnje za veći broj školske djece.
Prvo sustavno istraživanje nošnje provedeno je 1987. godine. Te su godina za potrebe Kulturno-umjetničkog društva „Vatroslav Lisinski“ iz Crikvenice dr. sc. Radmila Matejčić i dipl. ing. Radivoj Belobrajić započeli rad na istraživanju tradicijskog odijevanja Crikvenice. Dodatni poticaj bilo je i održavanje Hrvatske škole folklora koja se u zimskom sazivu i danas održava u Crikvenici. Ovo istraživanje rezultiralo je izradom nošnji za crikveničko Kulturno-umjetničko društvo „Vatroslav Lisinski“.
Smrt dr. Radmile Matejčić onemogućava i prekida rad na više godina, a ujedno je i zagubljen pisani materijal.
Na osnovi prijašnjeg rada i na poticaj Turističke zajednice Grada Crikvenice, Ratko Belobrajić pokušava 1993. godine ponovno potaći rad na istraživanju crikveničke nošnje. Rad slabo napreduje. Višegodišnji rad zimske Hrvatske škole folklora daje novi poticaj istraživanjima. Na prijamu predstavnika škole folklora u tadašnjem Poglavarstvu Grada, u siječnju 1995. godine, Ratko Belobrajić se obvezao da do Dana grada, 14. kolovoza 1995. napravi rekonstrukciju tradicijske odjeće Crikvenice. U radu Poticajne grupe za obnovu nošnje sudjelovali su i dipl. oecc. Marijan Jurinčić, tadašnji predsjednik Kulturnoumjetničkog društva „Vatroslav Lisinski“, prof. Dubravka Ivančić i dipl. oecc. Anka Pravdica, a u grupu uključuje etnologinja Beata Gotthardi – Pavlovsky, kao i niz Crikveničana, povremenih suradnika. Već u veljači iste godine marljivo se počinju prikupljati podatci i materijali za obnovu nošnje. Crikveničani su pozvani preko Radija DJ Crikvenice pozivom „Stel preiskali vaši suhiti, prekopali stare bora i škatuli, stel ča našli? Ako ste, pridite i prnesite nan, mi vas čekamo...“
Dogovoreno je da se do Dana grada izrade dvije ženske i jedna muška nošnja.
No, rad na obnovi potaknuo je mnoge Crikveničane da, prema uputama Poticajne grupe, izrade svoje privatne nošnje. Također je preuređeno i osam
postojećih nošnji KUD-a „Vatroslav Lisinski“.
Mnogi Crikveničani prikupljali su podatke i dijelove nošnji i predavali znanje Poticajnoj grupi za obnovu crikveničke nošnje. Jelka Car – Solarinka, Lidija Kolonić rođ. Gržičić, Nevenka Pelić rođ. Župan, Marijan Jurinčić – Barin i Marija Lončarić iz Selaca sačuvali su i prigodom istraživanja nošnje 1995. godine pokazali dijelove nošnje koje su sačuvali.
(Popis svih suradnika objavljen je u knjizi Crikvenička nošnja)
Do Dana Grada izrađene su četiri nošnje, tri ženske i jedna muška, a izradile su ih Ljiljana Zec iz Rijeke, Nevenka Pelić, Vita Kozina i Božica Grbavac iz Crikvenice i salon „Tenez“ Kornelije Barac iz Crikvenice.
Nošnje su predstavljene u crkvi Uznesenja Blažene Djevice Marije u povodu Dana Grada Crikvenice 14. kolovoza 1995. godine.
Iako je bilo više pokušaja obnove crikveničke nošnje (od 1932. do 1936.godine, 1939. – 1940., 1964., 1975. i 1987. godine u kojoj je sudjelovalai dr. Radmila Matejčić), nisu sačuvani pisani materijali, a nisu sačuvani ni rezultati obnova.
Uključivanje Grada Crikvenice u nastojanja da se prikupljeni materijali iz 1995. godine usutave i objave u povodu šestote obljetnice prvog spomena imena Crikvenice, daje nadu da će nošnja Crikvenice i u etnografskim prikazima zauzeti svoje zasluženo mjesto među brojnim i raznolikim hrvatskim nošnjama. Iako skromna, kao i ljudi koji su je nosili, zaslužuje svu pažnju i ljubav.